# Peter van Rensen
Peter van Rensen (* 5. November 1934 in Mettmann) ist ein Brigadegeneral außer Dienst des Heeres der Bundeswehr.

## Leben
Van Rensen absolvierte das Abitur und die Höhere Handelsschule. Im Mai 1956 trat er als Offizieranwärter in Hammelburg in die Bundeswehr ein. Nach Abschluss der Offizierausbildung zum Offizier des Truppendienstes war er Zugführer, Offizier für Personalwesen und Militärisches Nachrichtenwesen (S1/S2) im Stab eines Bataillons in Hannover und Braunschweig, S2-Offizier in der Panzergrenadierbrigade 2 in Braunschweig und Kompaniechef im Panzergrenadierbataillon 22 in Wolfenbüttel.
Von 1965 bis 1967 absolvierte van Rensen den 8. Generalstabslehrgang Heer an der Führungsakademie der Bundeswehr in Hamburg, wo er zum Offizier im Generalstabsdienst ausgebildet wurde. Danach war er Referent im Führungsstab der Streitkräfte (Fü S) in der Stabsabteilung II im Bundesministerium der Verteidigung (BMVg) auf der Hardthöhe in Bonn, Lehrgangsteilnehmer am Command and General Staff College der United States Army in Fort Leavenworth in den USA, Generalstabsoffizier für Planung, Ausbildung und Organisation (G3) der Panzerbrigade 36 in Bad Mergentheim, erneut Referent bei Fü S II, Verteidigungsattaché an der Deutschen Botschaft Athen in Griechenland, stellvertretender Brigadekommandeur der Panzerbrigade 20 in Iserlohn, Abteilungsleiter im Wehrbereichskommando VI in München, Abteilungsleiter im Hauptquartier der Central Army Group der NATO in Heidelberg und Stabsabteilungsleiter II im Führungsstab des Heeres im BMVg.
In seiner letzten Verwendung war van Rensen ab Januar 1991 stellvertretender Divisionskommandeur und Kommandeur der Divisionstruppen der 12. Panzerdivision in Veitshöchheim. Mit Ablauf des März 1994 wurde er in den Ruhestand versetzt.
Van Rensen ist evangelisch, verheiratet und hat zwei Töchter.

## Auszeichnungen
- Rechtsritterkreuz des Johanniterordens
- Verdienstkreuz am Bande des Verdienstordens der Bundesrepublik Deutschland
- Komturkreuz des Phönix-Ordens der Republik Griechenland